# Fernando Cillóniz
Fernando José Cillóniz Benavides (Miraflores, 15 de diciembre de 1950) es un ingeniero economista y político peruano. Fue presidente del Gobierno Regional de Ica desde enero del 2015 hasta diciembre del 2018.

## Biografía
Nació en el distrito de Miraflores, ubicado en la ciudad de Lima, el 15 de diciembre de 1950. Es hijo de Augusto Cillóniz Garfias y de Ángela Benavides de la Quintana. Es sobrino del empresario Alberto Benavides de la Quintana y primo del exministro Ismael Benavides Ferreyros y del empresario Roque Benavides.
Realizó sus estudios primarios en Colegio Inmaculado Corazón en Miraflores y los secundarios en el Colegio Santa María Marianistas en el distrito de Santiago de Surco. Culminó sus estudios de Ingeniería económica en la Universidad Nacional de Ingeniería y estudió una maestría en Administración de Empresas en la Escuela de negocios Wharton de la Universidad de Pensilvania.
Ha sido director de Interbank y miembro del Consejo Consultivo del diario El Comercio. Fue director del Consejo Nacional del Ambiente (CONAM), presidente de la Comisión de Rehabilitación y Desarrollo Sostenible de la Bahía de Paracas y director de la Junta Nacional de Algodón.
Desde el año 2011 fue columnista en el periódico Perú21.

## Trayectoria política

### Gobernador regional de Ica
En el año 2014 se integró al partido fujimorista Fuerza Popular y se presentó como candidato a la presidencial del Gobierno Regional de Ica en las elecciones regionales. En la primera vuelta, celebrada el 5 de octubre, quedó en el primer lugar de las preferencias electorales, delante del candidato Javier Gallegos. Posteriormente Gallegos y Cillóniz compitieron en la segunda vuelta por la presidencia regional. El 7 diciembre de ese mismo año, Fernando Cillóniz ganó la segunda vuelta electoral y fue proclamado como el nuevo gobernador regional de Ica, siendo luego juramentado para el periodo 2015-2018.
Durante su cargo como gobernador regional, tuvo fricciones con Fuerza Popular, criticando a Keiko Fujimori y acusando a los congresistas fujimoristas César Segura, Betty Ananculi y Miguel Elías de corruptos y de tratar de injerir en su administración. Debido a ello, Fujimori le quitó su respaldo declarando que le había "fallado a Fuerza Popular" e insinuando que era corrupto. Martín Vizcarra, por su parte, le dio su respaldo.

### Elecciones del 2021
En septiembre de 2020, luego de una carrera fallida por un escaño en el Congreso peruano en las elecciones parlamentarias de 2020 con Perú Patria Segura, Cillóniz se registró en Todos por el Perú, para postularse para la nominación presidencial del partido.
Al registrarse en el partido, el líder de Todo por Perú, Aureo Zegarra, criticó a Cillóniz por "no haber tenido la amabilidad de llamarlo". Cillóniz se enteró de que el partido atravesaba disputas internas, ya que la facción del partido contra Zegarra tramitaba su registro del partido. Finalmente, el Jurado Nacional de Elecciones reconoció oficialmente el cargo ejecutivo de Zegarra en el partido y la afiliación partidaria de Cillóniz y Pedro Cateriano.
Cillóniz se enfrentó inicialmente a Cateriano en las elecciones primarias previstas para el 28 de noviembre de 2020, pero este último finalmente retiró esta candidatura, alegando que las disputas partidistas eran el factor determinante de su decisión. El líder del partido Aureo Zegarra presentó un reclamo contra Cillóniz por seguir disputando la afiliación al partido como no válida por estar registrado por un portavoz no oficial. El Jurado Nacional Electoral desestimó el reclamo y Cillóniz fue declarado candidato presidencial de Todos por el Perú.

### Actividad posterior
En 2024, Cillóniz junto a Carlos Paredes Lanatta fueron nombrados directores independientes de las concesionarias H2Olmos y Trasvase Olmos (ambas ligadas a Novonor, ex Odebrecht), siendo la primera encargada de la operación del sistema de irrigación agrícola en Olmos y la segunda la operadora de la presa Limón y el túnel trasandino para derivar las aguas del río Olmos, en Lambayeque. Sin embargo, en febrero de 2025, luego de una entrevista en el programa Contracorriente de Willax, donde Cillóniz declaró que "represent[aba] legalmente a las dos empresas que son de Odebrecht", siendo que dicha empresa estaba involucrada en escándalos de corrupción aunque Cillóniz mencionara que se oponía a la corrupción, el Partido Popular Cristiano (PPC) emitió un comunicado suspendiendo su militancia y concluyendo su precandidatura a la presidencia de la república para las elecciones del 2026. Luego, del comunicado, Cillóniz presentó su renuncia como militante del partido, siendo aceptada.